# Denali (zespół muzyczny)
Denali – amerykańska grupa grająca muzykę z gatunku indie rock. Powstała w 2000 roku w Richmond (Wirginia).
Po nagraniu pięciu piosenek, które ukazały się jako demo w styczniu 2001, podpisali kontrakt z wytwórnią Jade Tree. Pierwszym albumem była płyta zatytułowana Denali (2002). Ponad rok później, w sierpniu 2003 wyszedł ich drugi album - The Istinct.
Zespół w kwietniu 2004 roku zakończył swą działalność. Po siedmiu miesiącach, w listopadzie 2004, Maura Davis, Ryan Rapsys, Stephen Howard i nowy członek Matt Clark założyli zespół Bella Lea, który później zmienił swą nazwę na Ambulette.

## Skład
Pierwotnie w skład grupy wchodzili:
- Maura Davis
- Cam DiNunzio
- Jonathan Fuller
- Keeley Davis

## Dyskografia
Albumy studyjne
- Denali (2002)
- The Istinct (2003)

Demo
- Demonstration (2001)

DVD
- Pinnacle (2006)